# Feira Internacional (Dar es Salaam)
A Feira Internacional de Dar es Salaam (DITF), também conhecida como Saba Saba, realiza-se anualmente em junho ou julho nos terrenos de feira nomeados em homenagem ao político e teórico político tanzaniano Mwalimu Nyerere. A feira localiza-se ao longo da Estrada Kilwa, a oito quilómetros a sudeste de Dar es Salaam, na Tanzânia. A Feira Internacional de Dar es Salaam é um importante evento promocional anual organizado pelo Conselho de Comércio Externo. O Conselho é uma instituição governamental estabelecida pela Lei nº 5 de 1978 para liderar os esforços de exportação da Tanzânia. 

## História
Os terrenos da feira, também conhecidos como Terrenos da Feira Mwl. J.K. Nyerere, foram oficialmente inaugurados em 1962, um ano após a Tanzânia ter alcançado a independência a 9 de dezembro de 1961. Inicialmente sob a responsabilidade do Ministério do Comércio e Cooperativas, a feira era originalmente conhecida como a Feira Nacional de Agricultura e Comércio (NATF). A primeira feira comercial ocorreu em 1963. Foi organizada por um especialista britânico do Ministério do Comércio e Cooperativas, com a assistência do Sr. Mashamba, um funcionário do ministério. 
O Conselho de Comércio Externo (BET) da Tanzânia dedica-se ao estabelecimento de parcerias comerciais globais através da organização e gestão de feiras comerciais internacionais e especializadas, exposições individuais, pesquisa de produtos e mercados, desenvolvimento de capacidades, missões comerciais, reuniões de compradores e vendedores, e programas de marketing de contactos. O BET fornece regularmente informações comerciais e serviços de consultoria a fabricantes, exportadores e importadores para permitir a sua participação eficaz no mercado global. 

## Feira internacional hoje
A feira em Dar es Salaam tornou-se uma vitrine para produtos da Tanzânia, bem como das regiões do Leste, Centro e Sul de África. Com a assistência do eficiente porto de Dar es Salaam, utilizado por toda a região, a feira serve como um ponto de ligação com países como Quénia, Uganda, Ruanda, Burundi, RD Congo, Zâmbia, Maláui, Zimbábue e Botsuana. A feira também beneficia do patrocínio da comunidade empresarial tanzaniana, que a utiliza como um fórum para troca de negócios.  A participação de empresas tem vindo a aumentar. De apenas 100 empresas no final dos anos 80, mais de 1.041 empresas participaram em 1999. Em 2006, a feira contava com 1.526 expositores de mais de 18 países estrangeiros.oje, a feira é apoiada pelo governo.
Hoje, a feira é apoiada pelo governo através do Ministério da Indústria, Comércio e Marketing. Também conta com o apoio da Câmara de Comércio, Indústria e Agricultura da Tanzânia (TCCIA) e da Confederação das Indústrias da Tanzânia (CTI), bem como outras instituições no país. A Saba Saba é agora amaior exposição em África, reunindo mais de 3.500 empresas nacionais, quase 200 empresas estrangeiras, e 26 países participaram na exposição em 2023. 